# Mary (rzeka)
Mary – rzeka w Australii, w stanie Queensland. Ma 265 km długości. Rzeka rozpoczyna swój bieg na niskich wzgórzach w południowo-wschodnim Queensland. Przepływa przez miasta Gympie oraz Maryborough. Uchodzi do zatoki Hervey Bay Oceanu Spokojnego. Rzeka jest żeglowna na krótkim odcinku poniżej miasta Maryborough. Została nazwana 8 września 1847 roku przez Charlesa Augustusa FitzRoya, gubernatora Nowej Południowej Walii w latach 1846-1855, na cześć jego żony, lady Mary Lennox. Wcześniej rzeka nosiła nazwę Wide Bay River, nadaną przez Andrew Petriego, budowniczego i architekta, oraz Henry'ego Stuarta Russella, podróżnika i hodowcę bydła. W 1886 roku nad rzeką został zbudowany most Dickabram Bridge, najstarszy most drogowo-kolejowy w Queensland i drugi najstarszy w Australii.